# Edificio Rolim
L'Edificio Rolim (in portoghese Edifício Rolim) è un edificio storico della città di San Paolo in Brasile. 

## Storia
L'edificio, progettato dall'architetto Hipólito Gustavo Pujol Junior, venne costruito nel 1928 sul terreno dove sorgeva la vecchia chiesa di San Pietro, demolita nell'ambito dei lavori di ampliamento e rifacimento dalla Piazza da Sé. All'epoca del suo completamento era l'edificio più alto di San Paolo, fino a quando venne superato dall'Edificio Martinelli nel 1934.

## Descrizione
L'edificio è situato nel centro di San Paolo. Occupa un lotto angolare e presenta uno stile eclettico ispirato al modernismo catalano. Alto 13 piani, culmina con una cupola in bronzo sormontata da un piccolo faro.

## Galleria d'immagini

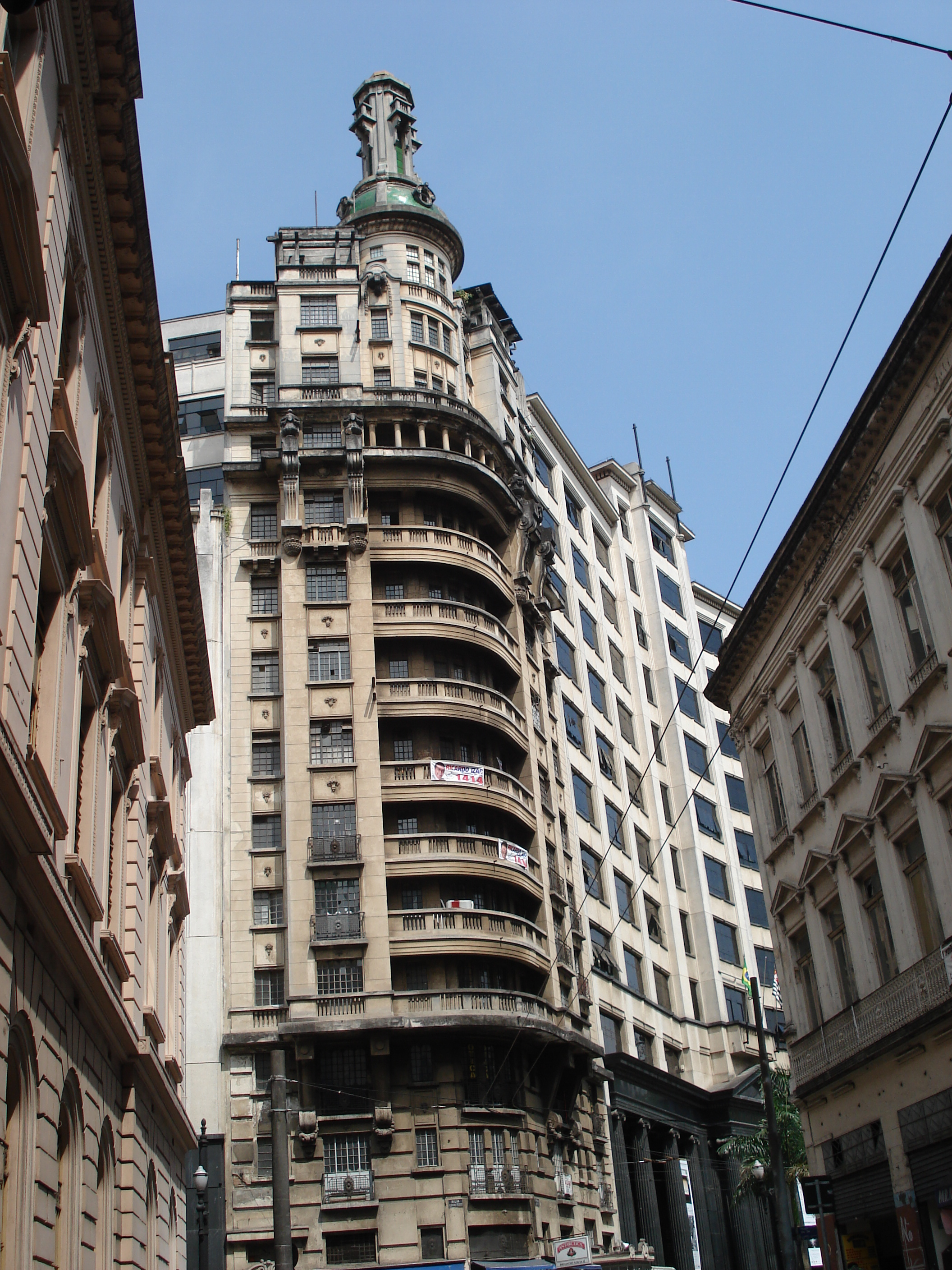
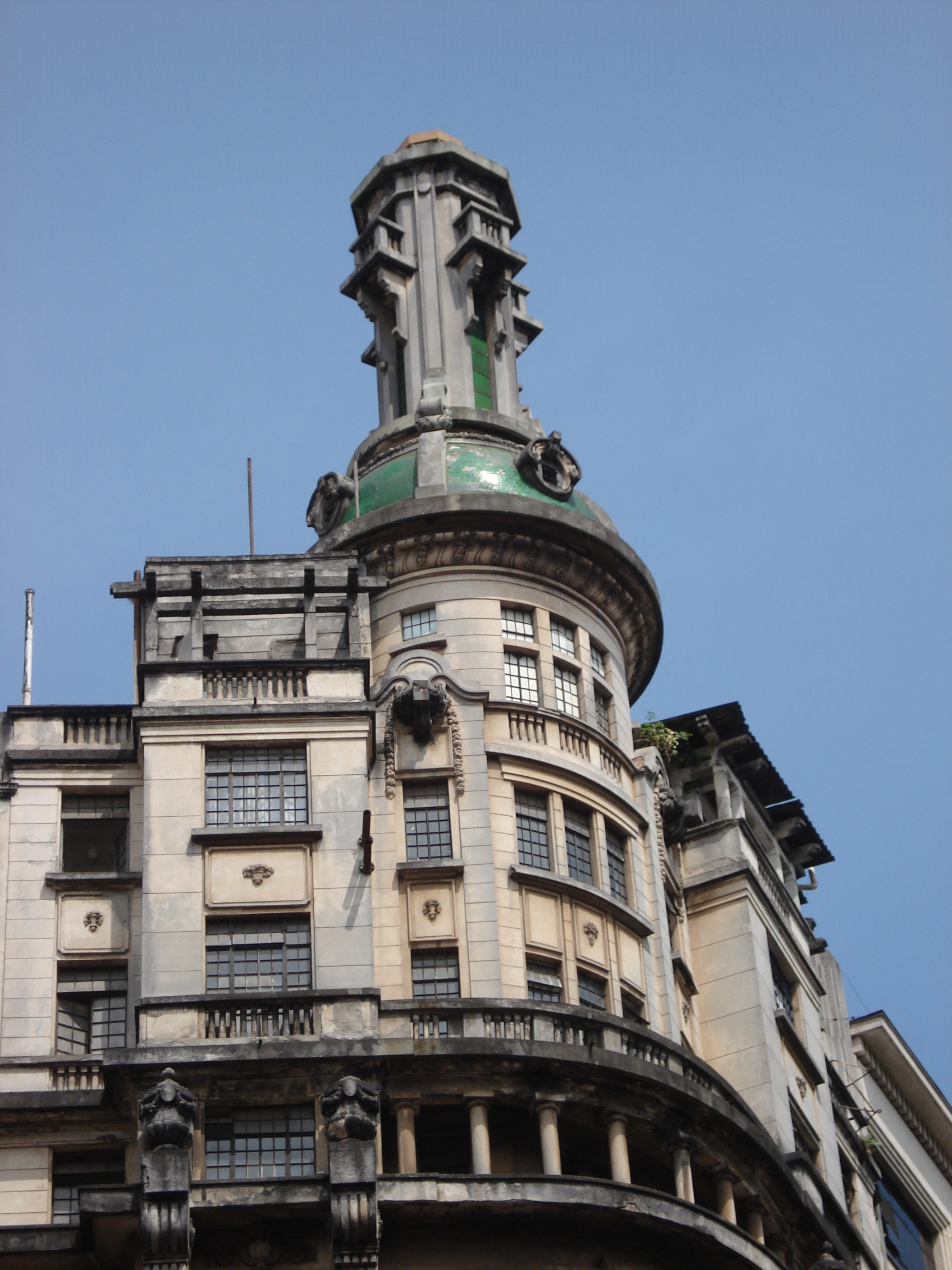
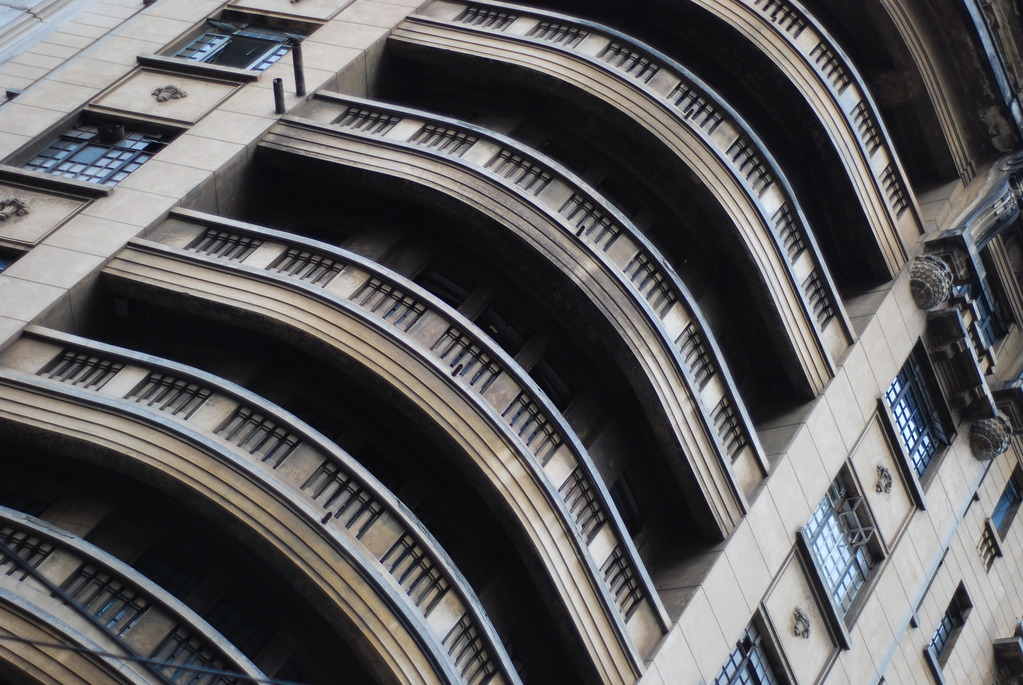